# Shum (Titel)
Shum (äthiop. ሹም, Ernannter) war im kaiserlichen Äthiopien der Titel für einen von höherer Stelle ernannten Verwalter, Befehlshaber bzw. allgemeinen Chef. Einige Verwalter trugen zum Titel des Shum zusätzlich den Namen des von ihnen verwalteten Gebietes (z. B. Wag Shum, Shire Shum, Temben Shum, Agame Shum, Gurage Shum).
Zunächst waren alle Shum gleichgestellt. Später entwickelte sich der Wag Shum (ዋግሹም), der das Gebiet von Lasta mit dem wichtigen Bezirk Wag verwaltete, zum höchsten Grad unter diesen  Verwaltern. Diese herausragende Stellung verdankte der Wag Shum der Bedeutung des Volkes der Agau, die dieses bis in die heutige Zeit hat. Er durfte vom Kaiser nur aus Mitgliedern des Volkes der Agau ernannt werden. Der Titel war der Würde eines Ras ebenbürtig. Dem Wag Shum stand das Recht zu, 3 Dejazmach zu ernennen.
Ebenfalls sehr einflussreich waren der Agame Shum und der Temben Shum (ሹም ታምብየን), die dem Rang eines Dejazmach entsprachen und vom Kaiser ausschließlich an Personen verliehen wurden, die aus den Gebieten Agame bzw. Temben stammten. 
Mit dem Ende der Monarchie in Äthiopien endete auch die Funktion der Shum. 